# 스미요시역 (서일본 여객철도·고베 신교통)
스미요시역(일본어: 住吉駅, すみよしえき 스미요시에키[*])은 일본 효고현 고베시 히가시나다구에 위치한 서일본 여객철도, 고베 신교통의 역이다.

## 역 구조

### 서일본 여객철도
쌍섬식 승강장으로 2면 4선의 지상역이다. 역사는 고가 형태로 지어져 있다. 어번 네트워크의 일부로 이코카 및 제휴 IC 카드의 사용이 가능하다.
| 1 | ■ JR 고베 선 (상행 외측선) | 아마가사키 · 오사카 · 교토 방면 (아침 쾌속 일부)      |
| 2 | ■ JR 고베 선 (상행 내측선) | 아마가사키 · 오사카 · 교토 방면                       |
| 3 | ■ JR 고베 선 (하행 내측선) | 산노미야 · 히메지 방면                                |
| 4 | ■ JR 고베 선 (하행 외측선) | 산노미야 · 히메지 방면 (평일 출퇴근 시간대 쾌속 일부) |

### 고베 신교통
섬식 승강장으로 1면 2선을 가진 고가역이다. 역 번호는 R01이다.
| 1 | ■ 롯코 라이너 | 마린 파크 방면 | (보통은 이 승강장에서 출발) |
| 2 | ■ 롯코 라이너 | 마린 파크 방면 | (보통 출근 시간대에만 사용) |

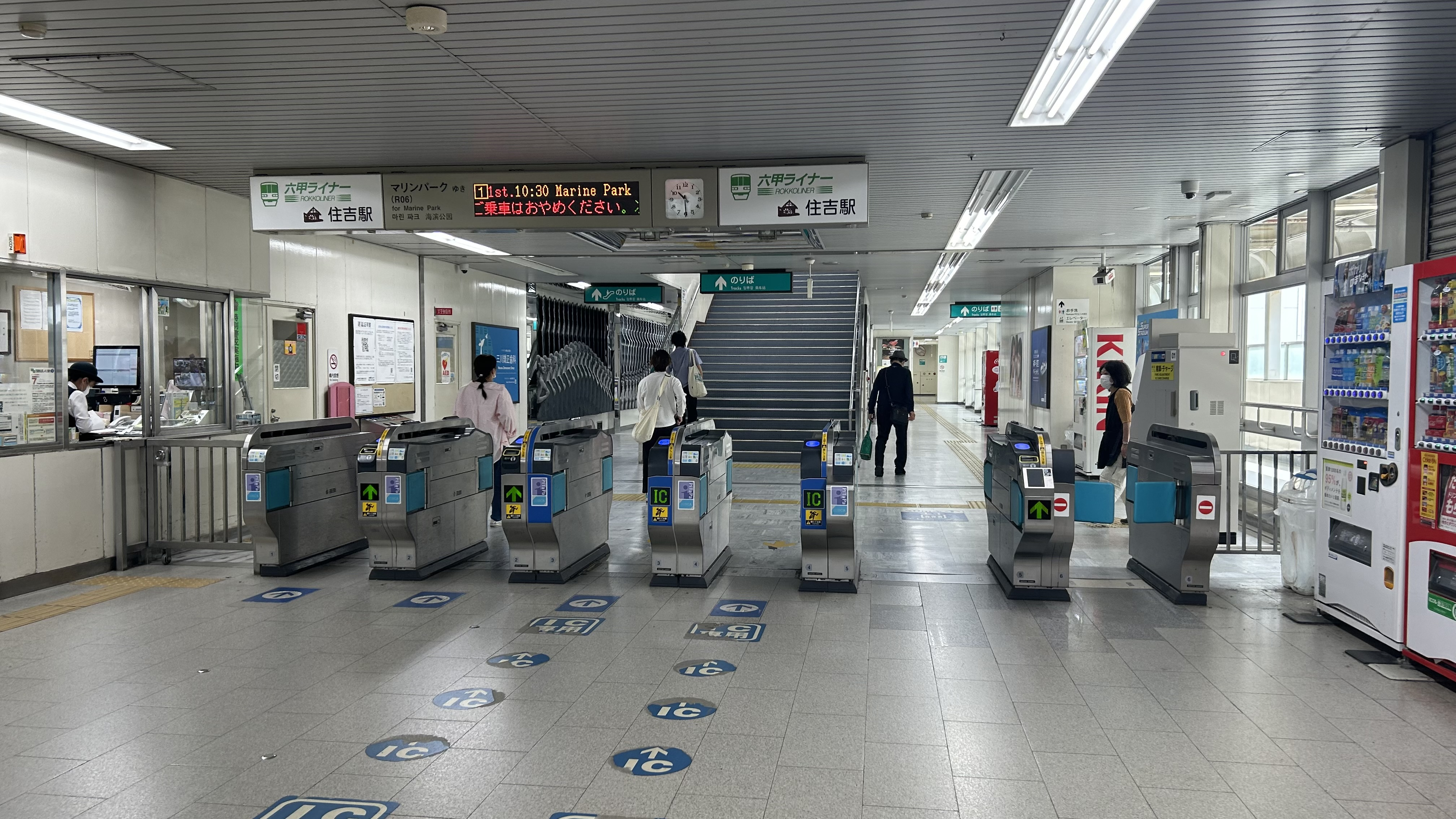
개찰구
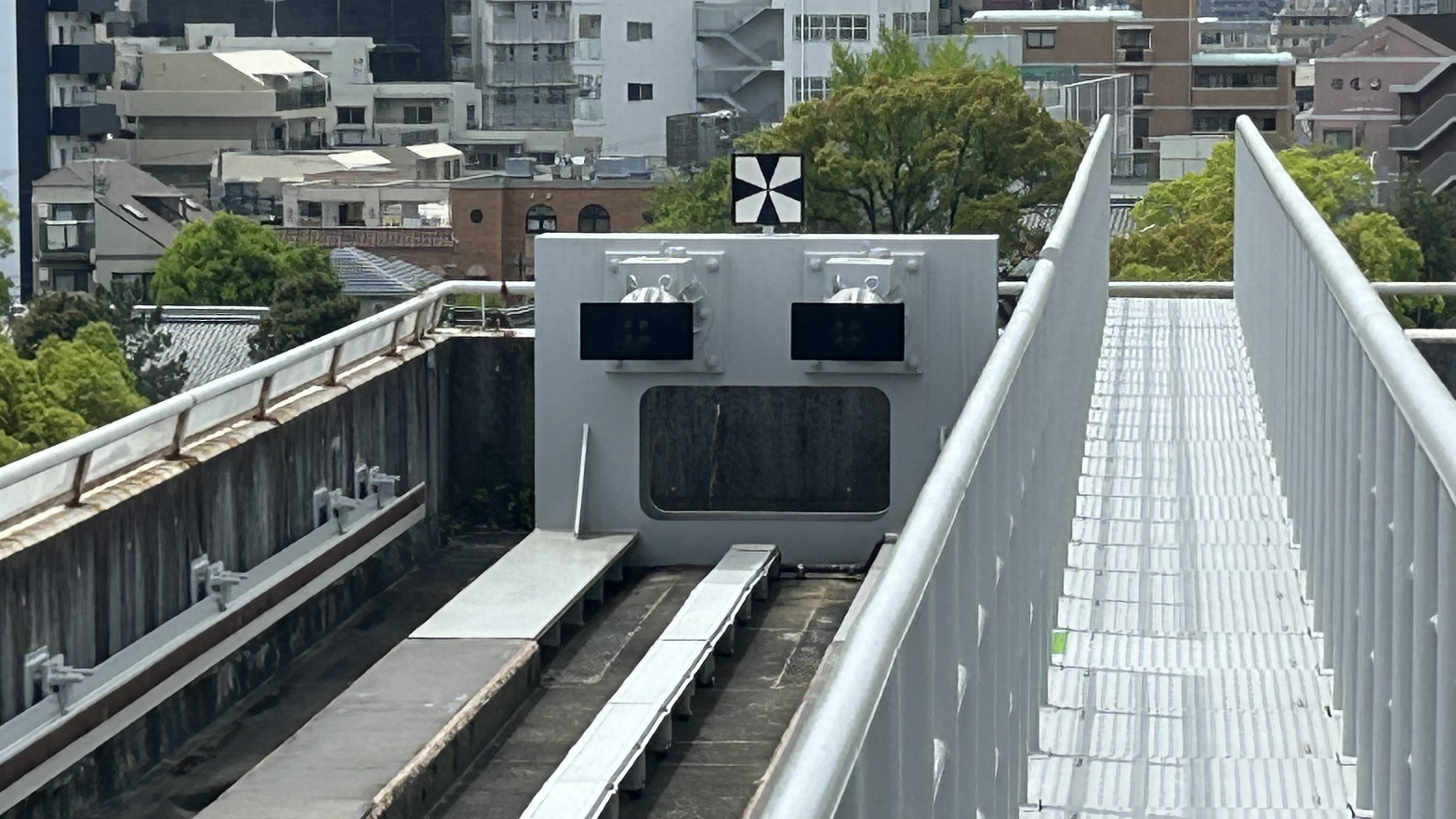
차 정지
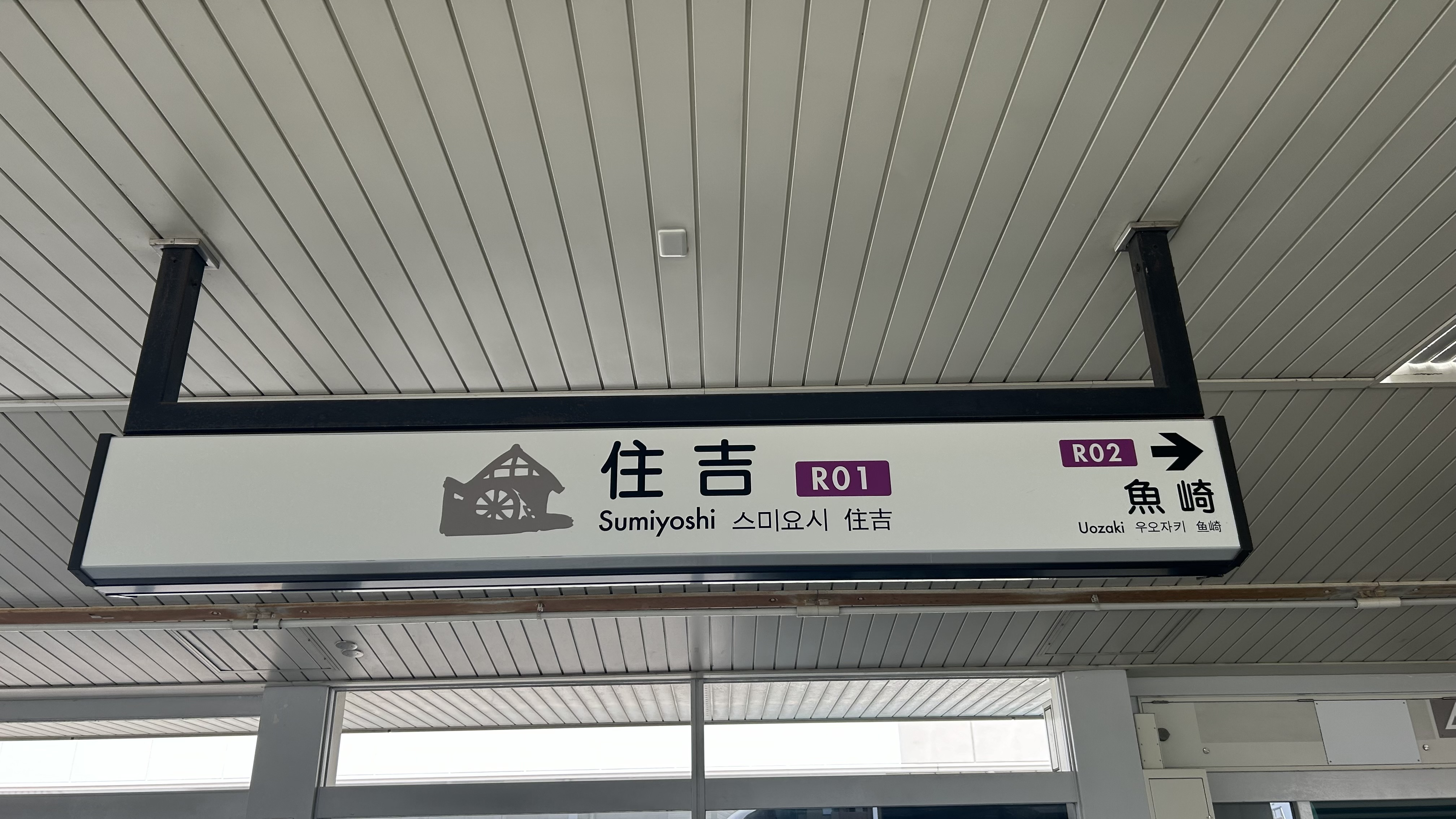
역명 표

## 역사

### 서일본 여객철도
- 1874년 6월 1일 - 관설철도의 니시노미야 ~ 산노미야역 간에 신설개업. 여객 및 화물 취급 개시
- 1895년 4월 1일 - 선로 명칭 제정으로 도카이도 선의 소속이 된다.
- 1912년 8월 11일 - 남쪽에서 위치 이전
- 1923년 - 역 구내 확장
- 1926년 11월 - 지하도가 완성되었다.
- 1984년 2월 1일 - 화물취급이 폐지되었다.
- 1987년 4월 1일 - 민영화에 따라 서일본 여객철도의 소속이 된다.
- 1988년 4월 14일 - 역사가 고가화되었다.
- 1990년 3월 10일 - 쾌속 정차역이 된다.
- 1995년 - 한신·아와지 대지진에 따라 일시적으로 전 열차의 종착역이 되었다.
- 2003년 11월 1일 - 이코카의 사용이 개시되었다.

### 고베 신교통
- 1990년 2월 21일 - 개업.

## 인접정차역
| 서일본 여객철도 도카이도 본선 | 서일본 여객철도 도카이도 본선 | 서일본 여객철도 도카이도 본선 |
| ----------------------------- | ----------------------------- | ----------------------------- |
| 아시야 마이바라 방면          | ■ JR 고베 선 쾌속             | 롯코미치 히메지 방면          |
| 셋쓰모토야마 교토 방면        | ■ JR 고베 선 보통             | 롯코미치 니시아카시 방면      |
| 고베 신교통 롯코 아일랜드 선  |                               |                               |
| 시·종착역                     | ■ 롯코 라이너                 | 우오자키 마린 랜드 방면       |